# Colori proibiti
Colori proibiti (titolo orig. 禁色, Kinjiki) è un romanzo dello scrittore giapponese Yukio Mishima, pubblicato nel 1951; una seconda parte, col titolo Higyō (秘楽), uscì nel 1953. È uno dei suoi capolavori, grazie alla delicatezza della sua forma e alla profondità nell'analisi psicologica dei personaggi. Come il precedente Confessioni di una maschera, è generalmente considerato in qualche modo autobiografico.
Il titolo Kinjiki può alludere a quei colori che erano consentiti indossare presso la Corte Imperiale solo a persone di un certo rango e proibiti agli altri, ma eufemisticamente anche all'omosessualità: il primo kanji che lo compone significa "proibito", mentre il secondo "colore" ma anche infatti "amore erotico".
Il romanzo narra di uno scrittore brutto ma ricco, deluso dalle donne, che assolda un giovane uomo di meraviglioso aspetto per sedurre e poi abbandonare quelle stesse donne che lo avevano lasciato. Questo giovane è però omosessuale ed è costretto a nascondersi dietro un castello di menzogne, non potendo vivere liberamente la propria natura più intima nel Giappone conformista del Secondo Dopoguerra. Si tratta di un inno alla bellezza, alla delicatezza e al rapimento dei sensi. 

## Trama
Il romanzo narra la storia di Yuichi, un giovane bellissimo, adorato sia dalle donne che dagli uomini, talmente consapevole della bellezza che emana da sé e del potere che essa gli conferisce, da vivere una vita dedicata all'inganno e al puro piacere di far del male a chi lo ama, compresa la povera Yasuko, la quale finisce anche per diventare la sua infelice e costantemente tradita moglie.
Di questo suo carattere approfitta il vecchio Shunshuke, il quale, a sua volta egli stesso affascinato dallo splendido Yuichi, strumentalizza il ragazzo affinché seduca e faccia soffrire tutte quelle donne che, in passato, lo hanno deriso e umiliato per la sua bruttezza. La stessa Yasuko, cui tocca la pena peggiore, ovvero quella di sposare ed avere un figlio dal glaciale (nonché omosessuale) Yuichi, infatti, in passato aveva lasciato proprio Shunshuke, con cui stava per interesse, per il bel "Narciso".
Yuichi per tutto il romanzo appare essere una persona fredda, superficiale e senza cuore, cui interessa soltanto consumare i propri rapporti puramente carnali con un numero sempre maggiore di uomini di bell'aspetto, ma senza nutrire alcun tipo di sentimento nemmeno per i suoi compagni maschili. Lungo il corso del romanzo, anch'egli però scopre pian piano di avere un cuore.

## Temi affrontati
1. Omosessualità: il perseguimento della natura omosessuale del protagonista è forza motrice dell'intera narrazione. La repulsione che le donne han sempre provato nei confronti del vecchio Shunsuke fa sì ch'egli segretamente ammiri Yuichi, il quale non perde mai occasione per affermar la sua assoluta incapacità d'amare una donna.
2. Misoginia: Sia Yuichi che Shunsuke provano un profondo disprezzo nei confronti delle donne, e questo fatto spinge ancor più i due a seguitar nel loro comportamento.
3. Estetica/Antitesi Bellezza-Bruttezza: Yuichi è considerato l'apice irraggiungibile della bellezza fascinosa, mentre Shunsuke si è sempre considerato estremamente brutto.
4. Antitesi e parallelismi giovinezza/vecchiaia: il giovane e il vecchio, apparentemente antitetici, si trovano qui a "cospirare" assieme come alleati. Parallelamente la giovane Kyoko e la matura signora Kaburagi si affrontano l'una contro l'altra per conquistarsi l'affetto di Yuichi.
5. Vita-Morte: Shunsuke è ossessionato dalla morte e ritiene che essa sia da sempre molto più potente della vita.
6. Verità-apparenza: l'ingresso di Yuichi nel mondo sotterraneo degli omosessuali di Tokyo lo rende ancor più un esser ambiguamente doppio, in quanto egli deve nascondere la sua vera natura agli occhi della moglie e del mondo intero.

## Edizioni italiane
- Colori proibiti, traduzione di Lydia Origlia, Prefazione di Gian Carlo Calza, Milano, Editoriale Nuova, 1982. - Novara, De Agostini, 1986; Collana Oscar Narrativa n.2134, Milano, Mondadori, giugno 1989, ISBN 978-88-043-2090-6; Collana Oscar Scrittori del Novecento n.986, Mondadori, 2000.
- Colori proibiti, trad. di Maria Gioia Vienna, in  Romanzi e racconti 1949-1961, a cura di Maria Teresa Orsi, Collana I Meridiani, Milano, Mondadori, 2004, ISBN 978-88-044-9393-8.
- Colori proibiti, traduzione di Maria Gioia Vienna, Collana UEF n.9059, Milano, Feltrinelli, 2009,  p. 478, ISBN 978-88-07-72138-0.